# Les Percéides
Les Percéides, festival international de cinéma et d'art de Percé, est un festival de cinéma et d'art se déroulant à la mi-août à Percé, Québec, Canada. 

## Origine du nom
Éponyme de sa ville hôte, le nom l'évènement est aussi homophone à une pluie d'étoiles filantes appelée Perséides, qui s'abat annuellement, aux mêmes dates que le festival, sur l'hémisphère nord.

## Historique
Fondé en 2008 par François Cormier, le festival célèbre sa 10e édition en 2018 (ayant sauté l'année 2009) avec la programmation d'une centaine de films en provenance de plus de vingt-cinq pays dont plusieurs premières canadiennes. L'évènement attire principalement un public régional mais aussi un grand nombre de touristes. Il fait le pont entre le cinéma québécois, acadien, louisianais et international.
Le Festival accueille au fil des ans de nombreux invités d'honneur, telle que Carole Laure en 2016.
En 2020, le documentaire Les Rose. Réalisé par Félix Rose, le fils et neveu des felquistes Paul et Jacques Rose, est présenté en première mondiale. Le film relate les événements tragiques de la crise d'octobre 1970.

## Éditions et palmarès
Chaque année un jury composé de professionnels du cinéma décerne plusieurs prix, dont le Grand Prix du jury du festival Les Percéides, le Prix du meilleur film de la Gaspésie et le Prix pour le meilleur  documentaire canadien.,

### 2008
Aucun prix

### 2010
Les amours imaginaires, de Xavier Dolan, Prix coup de cœur du public

### 2011
Belle Épine, Grand prix spécial du jury
Jo pour Jonathan, Deuxième prix
Des bruits de fourchettes, Meilleur film gaspésien
La détente, Mention spéciale du jury
Le quattro volte, Prix coup de cœur du public (ex æquo)
Des bruits de fourchettes, Prix coup de  cœur du public (ex æquo)

### 2013
Le jury est présidé par la comédienne et chanteuse Chloé Sainte-Marie. Corno, corps et âme, de Guy Édoin, ouvre le Festival.

### 2014
La fondatrice du Festival du film de Saint-Séverin, Louise Chamberland, préside le jury du festival.

### 2016
Le jury des Percéides a remis cinq Météores, à Embrace the Serpent, du cinéaste colombien Ciro Guerra, La démolition familiale, du documentariste Patrick Damien, Happy End, du cinéaste tchèque Yan Saska, Harry, portrait d'un détective privé, du réalisateur québécois Maxime Desruisseaux, alors que le long métrage King Dave, de Daniel Grou, a remporté le Météore du film le plus populaire. Le festival étend son territoire jusqu’à la ville voisine de L’Anse-à-Beaufils.

### 2017
Le long métrage d’Olivier Godin, Les arts de la parole, a remporté le Météore Grand prix du jury.

### 2018
Le président du jury est Phil Comeau, réalisateur acadien.

### 2019
Le festival présente le documentaire réalisé par Éli Laliberté Florent Vollant, faiseur de Makusham. Ce film raconte le parcours engagé de l’auteur-compositeur-interprète innu Florent Vollant né au Labrador et qui a grandi à Malieotenam sur la Côte-Nord au Québec. Le festival s’ouvre avec Mommy, de Xavier Dolan, en présence de l’acteur Antoine-Olivier Pilon, qui a lui-même grandi en Gaspésie.

### 2022
La réalisatrice Micheline Lanctôt est présidente du jury. On souligne notamment les 50 ans du classique La vraie nature de Bernadette, de Gilles Carle, dont elle est la vedette principale.
En 2022, le Festival rebaptise son prix Gaspésie-Les-Iles au nom du Prix Louis-Roy Gaspésie-Les-Iles rendant ainsi hommage à ce gaspésien qui a contribué au rayonnement du cinéma en oeuvrant dans plusieurs salles de cinéma de la région

### 2024
- Banel & Adama de Ramata-Toulaye Sy, Grand prix du Jury
- Never Look Away de Lucy Lawless, Prix du meilleur long-métrage documentaire
- Eldorado de Mathieu Volpe, Prix du meilleur court-métrage international
- There Is No Friend's House de Abbas Taheri, Prix du meilleur court-métrage international
- Le petit panier à roulettes de Laurence Ly, Prix du meilleur court-métrage québécois
- Toujours les mêmes de Alexandre Cossette et Kevin Espinoza-Rivière, Prix Louis-Roy Gaspésie Les Îles
- Les fleurs sauvages de Rodolphe Saint-Gelais et Thierry Sirois, Prix du meilleur court-métrage d’animation
- Peut-être pour toi de Alexander Ophaug, Prix du meilleur court-métrage jeunesse
- Ababouiné d’André Forcier, Coup de cœur du public long métrage
- Dors près de moi de Sophie Boyer, Coup de cœur du public court métrage[15]

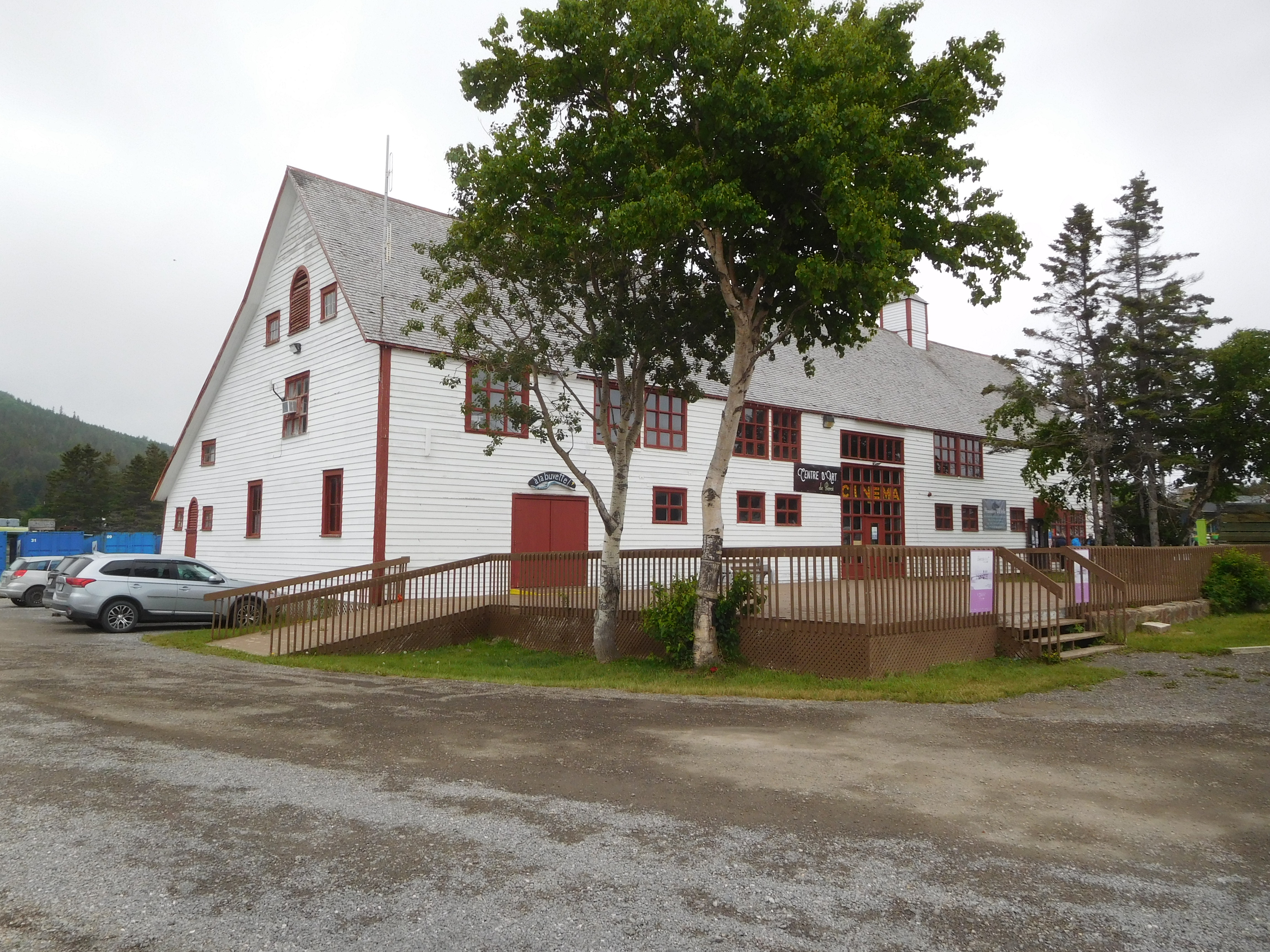
Une salle de cinéma est aménagée dans la grange Charles-Robin.